# エドマンド1世 (イングランド王)
エドマンド1世 (英 : Edmund I /Eadmund)(920年/921年〜946年5月26日)とは、第3代イングランド人の王である。彼はエドワード長兄王とその王妃エドギフ・オブ・ケントの長男であり、アルフレッド大王の孫である。924年にエドワード長兄王が崩御したのち、アングロ・サクソン王はエドマンドの異母兄アゼルスタンに引き継がれ、939年にアゼルスタンが後継を残すことなく亡くなった後にエドマンドはエドマンド1世として『イングランド人の王』を継承した。彼は第一王妃エアルギフ・オブ・シャフツベリとの間にエドウィ・エドガーの2人の子供を有し、第二王妃エセルフリーダ・オブ・ダマーハムとの間には子供がいなかった。彼はグロスタシャー地方 パックルチャーチ で無法者に殺されたが、この時上述の2人の子供はまだ幼かったため、『イングランド人の王』の王位はエドマンドの弟エドレッドが継承した。955年にエドレッド王が亡くなると、エドウィ、エドガーの順にエドマンドの息子たちが王位を継承した。

## 生涯
エドマンドはエドワード長兄王と3人目の妻エドギフ（またはエドギヴァ。ケントのエアルドルマン、シゲルムの娘）の息子として生まれた。先代王のアゼルスタンにとっては異母弟にあたる。
939年10月27日にイングランド王アゼルスタンが亡くなり、エドマンドが王位を継承した。王を宣言した直後、エドマンドはいくつかの軍事的脅威に直面した。ダブリン王オラフ3世がノーサンブリアを征服し、イングランド中部地方に侵略してきたのだ。しかし942年にオラフ3世が死に、エドマンドはイングランド中部地方を再征服した。943年にはヨーク王オラフの後見人となり、944年にはノーサンブリアの再征服に成功した。同年、エドマンドと同盟を結ぶヨーク王オラフが王位を失い、アイルランドのダブリンに去った。オラフはダブリン王オラフ・クアランになり、引き続きエドマンドと同盟を保った。945年、エドマンドはストラトクライドを征服したが、領有権をスコットランド王マルカム1世に譲り、引き替えに軍事的な相互援助条約に署名した。こうしてエドマンドは国境の安全政策ならびにスコットランドとの平和的関係を確立した。エドマンドの統治期、イングランド国内の修道院の復活が始まった。
946年、エドマンドは追放された盗賊レオファ（Leofa）によって殺害された。
パックルチャーチでミサを行っている時、エドマンドは群衆の中にレオファを見つけた。レオファは去ることを拒否し、エドマンドらと戦いになった。この戦いでエドマンドとレオファは共に死んだ。
エドマンドの王位は弟のエドレッドが継承した。エドレッドは子供がいなかったので、エドレッドの後はエドマンドの息子たちがイングランド王になった。以下の2人である。
- エドウィ（在位：955年 - 957年）
- エドガー（在位：957年 - 959年）

## 外部リンク

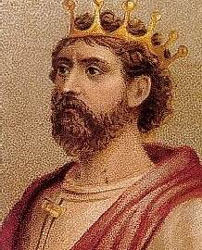
エドマンド1世